# LA Galaxy 2009
Questa voce raccoglie le informazioni riguardanti il LA Galaxy nelle competizioni ufficiali della stagione 2009.

## Stagione
Nella stagione 2009, la squadra californiana arriva seconda durante la stagione regolare qualificandosi ai play-off. Arrivata in finale dei play-off, viene battuta dal Real Salt Lake. Gioca anche in coppa nazionale ma viene eliminata, per il secondo anno consecutivo, dal Colorado Rapids.

## Organico
Di seguito la rosa aggiornata al 29 agosto 2009.

### Rosa 2009
| N. |                              | Ruolo | Calciatore                |
| -- | ---------------------------- | ----- | ------------------------- |
| 1  | Giamaica (bandiera)          | P     | Donovan Ricketts          |
| 2  | Stati Uniti (bandiera)       | D     | Todd Dunivant             |
| 3  | Stati Uniti (bandiera)       | D     | Leonard Griffin           |
| 4  | Stati Uniti (bandiera)       | D     | Omar Gonzalez             |
| 5  | Trinidad e Tobago (bandiera) | D     | Yohance Marshall          |
| 6  | Stati Uniti (bandiera)       | C     | Eddie Lewis               |
| 7  | Stati Uniti (bandiera)       | C     | Chris Klein               |
| 8  | Ucraina (bandiera)           | C     | Dema Kovalenko            |
| 9  | Stati Uniti (bandiera)       | A     | Jovan Kirovski            |
| 10 | Stati Uniti (bandiera)       | C     | Landon Donovan (capitano) |
| 11 | Stati Uniti (bandiera)       | A     | Alecko Eskandarian        |
| 12 | Stati Uniti (bandiera)       | P     | Josh Saunders             |
| 14 | Stati Uniti (bandiera)       | A     | Edson Buddle              |

| N. |                              | Ruolo | Calciatore          |
| -- | ---------------------------- | ----- | ------------------- |
| 15 | Brasile (bandiera)           | C     | Stefani Miglioranzi |
| 16 | Stati Uniti (bandiera)       | D     | Gregg Berhalter     |
| 17 | Stati Uniti (bandiera)       | A     | Tristan Bowen       |
| 18 | Stati Uniti (bandiera)       | C     | Mike Magee          |
| 20 | Stati Uniti (bandiera)       | D     | A. J. DeLaGarza     |
| 21 | Stati Uniti (bandiera)       | A     | Alan Gordon         |
| 22 | Stati Uniti (bandiera)       | D     | Tony Sanneh         |
| 23 | Inghilterra (bandiera)       | C     | David Beckham       |
| 24 | Stati Uniti (bandiera)       | D     | Julian Valentin     |
| 27 | Stati Uniti (bandiera)       | C     | Bryan Jordan        |
| 28 | Stati Uniti (bandiera)       | D     | Sean Franklin       |
| 30 | Inghilterra (bandiera)       | C     | Kyle Patterson      |
| 33 | Trinidad e Tobago (bandiera) | C     | Chris Birchall      |